# Калудис, Александрос
Александрос Калудис (греч.  Αλέξανδρος Καλούδης ; 1853 Крит −1923 Афины) — греческий художник второй половины 19-го начала 20-го веков.

## Биография

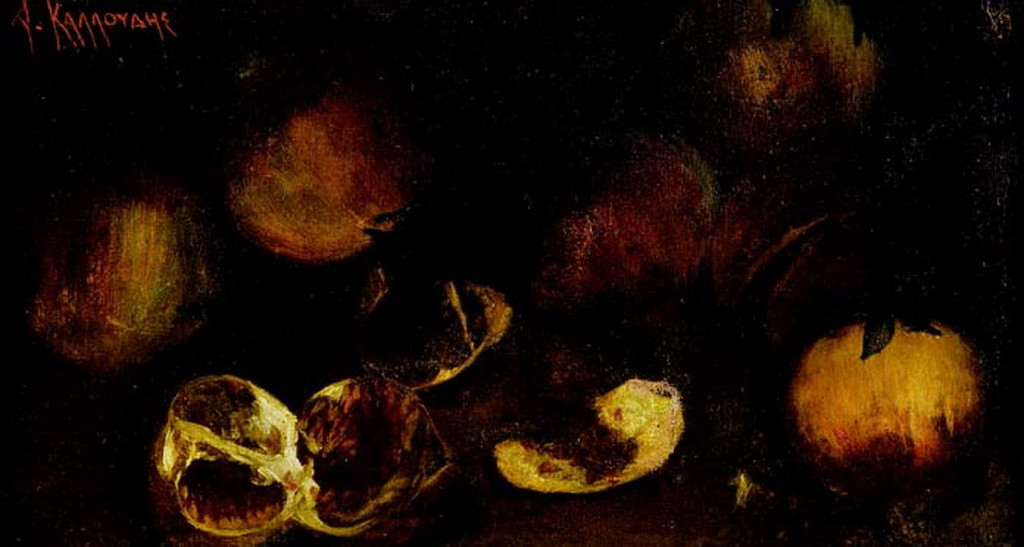
Гранаты.

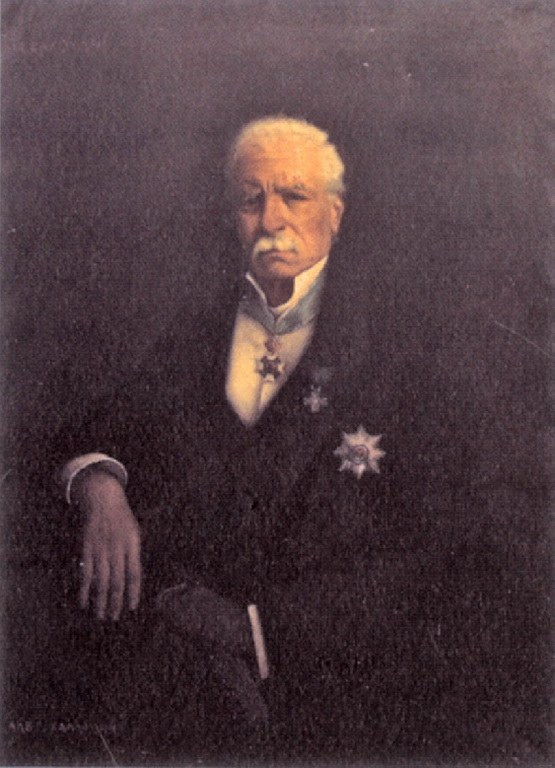
Портрет мэра Афин Анаргироса Петракиса.

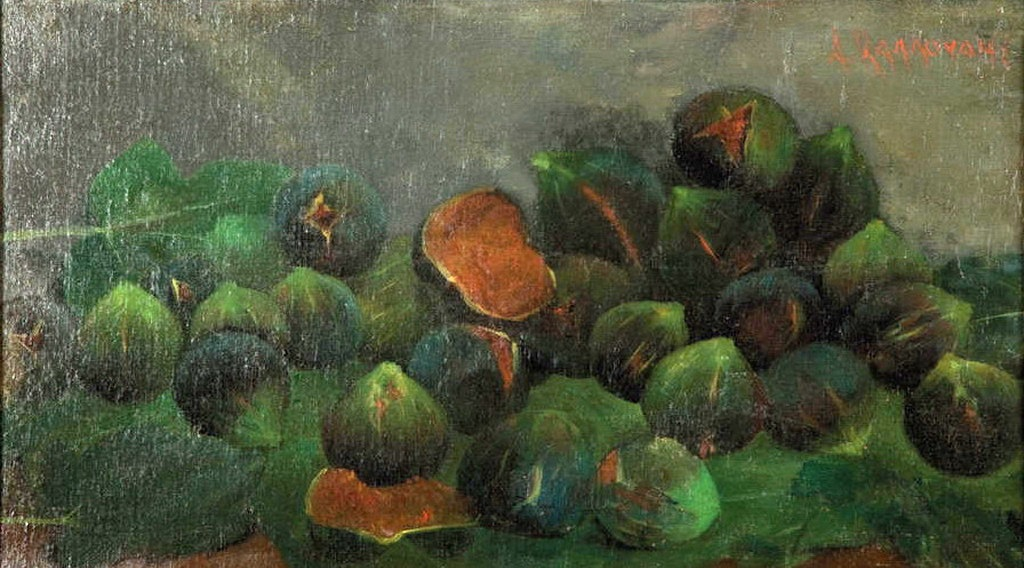
Натюрморт с фигами.

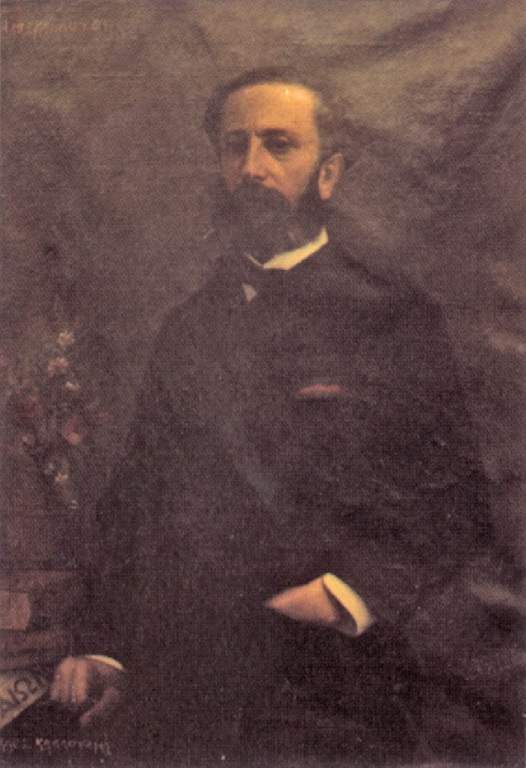
Портрет Тимолеона Филимона.

Не располагаем данными о детстве и молодости Александра Калудиса, кроме того что он родился в 1853 году на острове Крит.
На протяжении десяти лет (1875—1885) Калудис учился живописи в Париже, в Школе изящных искусств у Александра Кабанеля.
Калудис выставлял свои работы в Парижском салоне 1876, 1877, 1878 и 1880 годов и на Парижской Всемирной выставке 1878 года.
В 1885 году Калудис принял участие на выставке греческого Общества искусств «Парнас».
В 1886 году Калудис обосновался в греческой столице, где был принят на работу преподавателем в Школе искусств.
Калудис преподавал в Школе до 1916 года.
В 1888 году художник принял участие в выставке «Олимпия», где получил отличие. В 1899 году он принял участие в выставке «Общества друзей искусств» и в 1900 году Калудис выставлял свои работы на выставке «Художественного Союза». Он также принял участие в выставке в египетской Александрии в 1903 году.
Калудис более всего известен как художник натюрмортов, в манере академического реализма, а также как портретист.
Учеником Калудиса был современный греческий художник Василиу, Спирос.
Александрос Калудис умер в Афинах в 1923 году.